# Armin Springer
Max Armin Springer (geboren 28. Juli 1870 in Wien, Österreich-Ungarn; gestorben 1942 im Vernichtungslager Treblinka) war ein österreichischer Schauspieler, Komiker und Gesangshumorist.

## Leben
Armin Springer trat 1906 zum ersten Mal als Komiker und Schauspieler im Budapester Orpheum in Wien auf. 1907–1908 wurde er in Eisenbachs Budapester Varieté als Darsteller und Regisseur engagiert und stand gemeinsam mit Willi Schulhoff als Duettist auf der Bühne. Er spielte u. a. im Wiener Volkstheater, im Kabarett Pavillon (I., Walfischgasse 11) und im Kabarett Simpl. In den 1930er Jahren war er Ensemblemitglied im Theater der Komiker (VI., Linke Wienzeile 6), wo er gemeinsam mit Fritz Grünbaum, Armin Berg und Hans Moser in einaktigen Theaterstücken auftrat. Im Varieté Reklame (II., Praterstrasse 34) führte Springer bei Stücken Regie, in denen Hans Moser mitwirkte.
Berühmt war das Komiker Trio Armin Berg/Sandor Rott/Armin Springer im Varieté Leicht, wo er auch zusammen mit seiner 14-jährigen Nichte Elisa Springer, die manchmal in einem Sketch mitwirkte, auf der Bühne stand. Springer war eng mit Fritz Grünbaum und Hermann Leopoldi befreundet.
Er war zwei Mal verheiratet, hatte aber keine Kinder. Seine zweite Frau war die Schauspielerin Helene Springer (* 9. Jänner 1888).
Am 28. Juli 1942 wurde Springer nach Theresienstadt deportiert, am 21. September 1942 mit dem Transport Bp-947 nach Treblinka gebracht, wo er ermordet wurde. Seine Nichte Elisa Springer wurde, als sie 1945 aus dem KZ zurückkam, bei Helene Springer in Wien aufgenommen.

## Filmografie
- 1920: Mrs. Tutti Frutti (Regie: Mihaly Kertész)
- 1923: Die Drei Marien und der Herr von Marana (Alternativtitel: Don Juan und die drei Marien) (Regie: Reinhold Schünzel)